# Scotty Boland
Scotty Boland, es un personaje ficticio de la serie de televisión australiana Neighbours, interpretado por el actor Rhys Uhlich desde el 7 de diciembre del 2012, hasta el 25 de marzo del 2013, Rhys regresño a la serie para un episodio el 16 de mayo del mismo año.

## Biografía
Scotty llega a Erinsborough para visitar a su novia Georgia Brookes, más tarde la relación termina cuando Chris Pappas y Kyle Canning le revelan a Georgia que Scotty intentó besar a Chris, cuando Georgia se entera confronta a Scotty quien le dice que es verdad lo que la deja devastada. Scotty decide irse pero antes termina su relación, compromiso y pedirle disculpas a Georgia.
Semanas más tarde Kyle hace que Soctty regrese a Ramsay Street para que hable con Georgia quien había estado teniendo problemas, Scotty le pide disculpas porque creía que todo lo que le había estado pasando era por su culpa y no la de ella, luego le dice que Kyle es un buen tipo, antes de irse.